# サウスジョーダン (ユタ州)
サウスジョーダン（South Jordan）は、アメリカ合衆国ユタ州のソルトレイク郡にある都市。人口は7万7487人（2020年）。ソルトレイクシティ都市圏の郊外都市である。

## 交通
ユタ交通公社のライトレール「TRAX」の駅があり、通勤通学に利用されている。

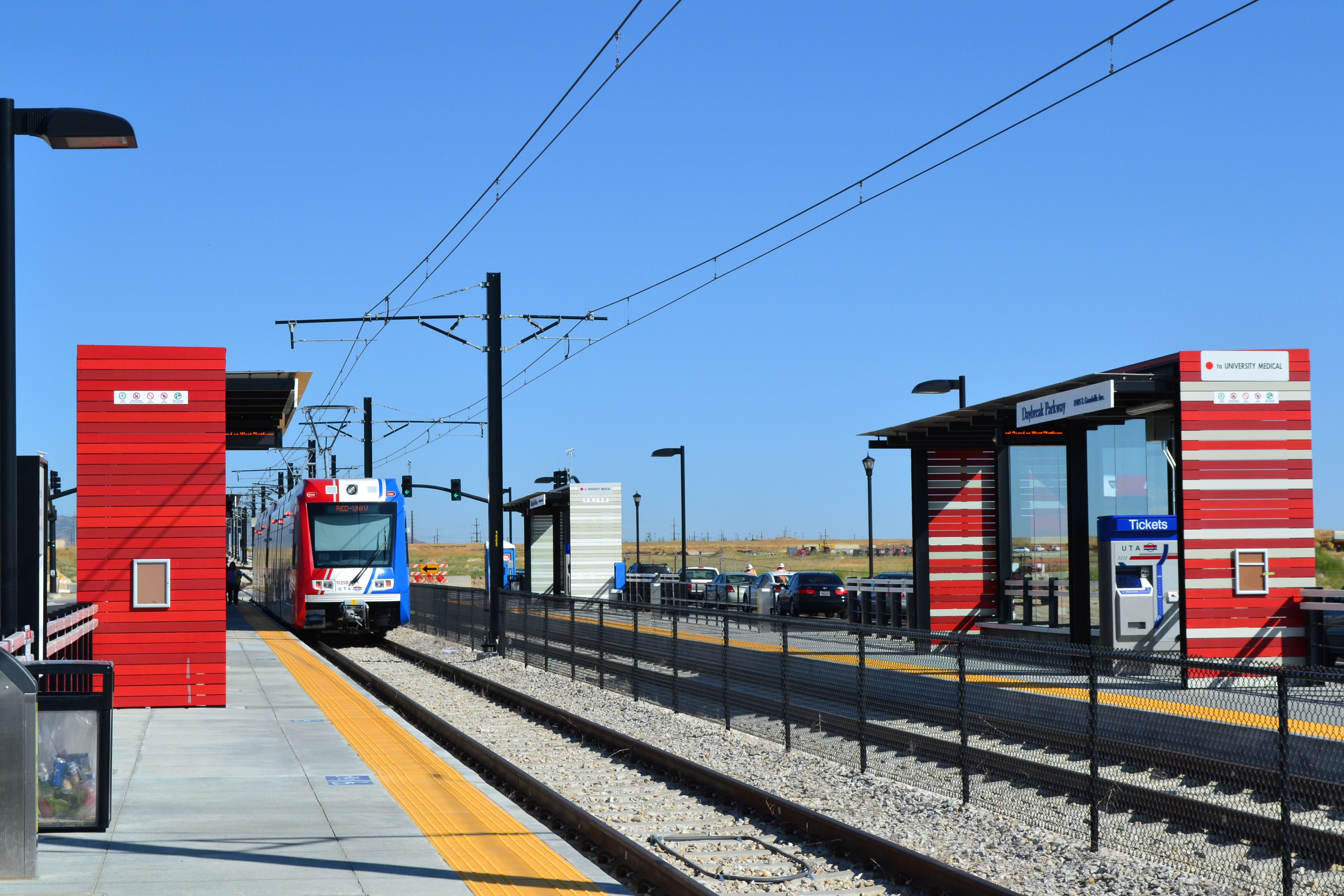
デイブレイク・パークウェイ駅